# Arthur Lake

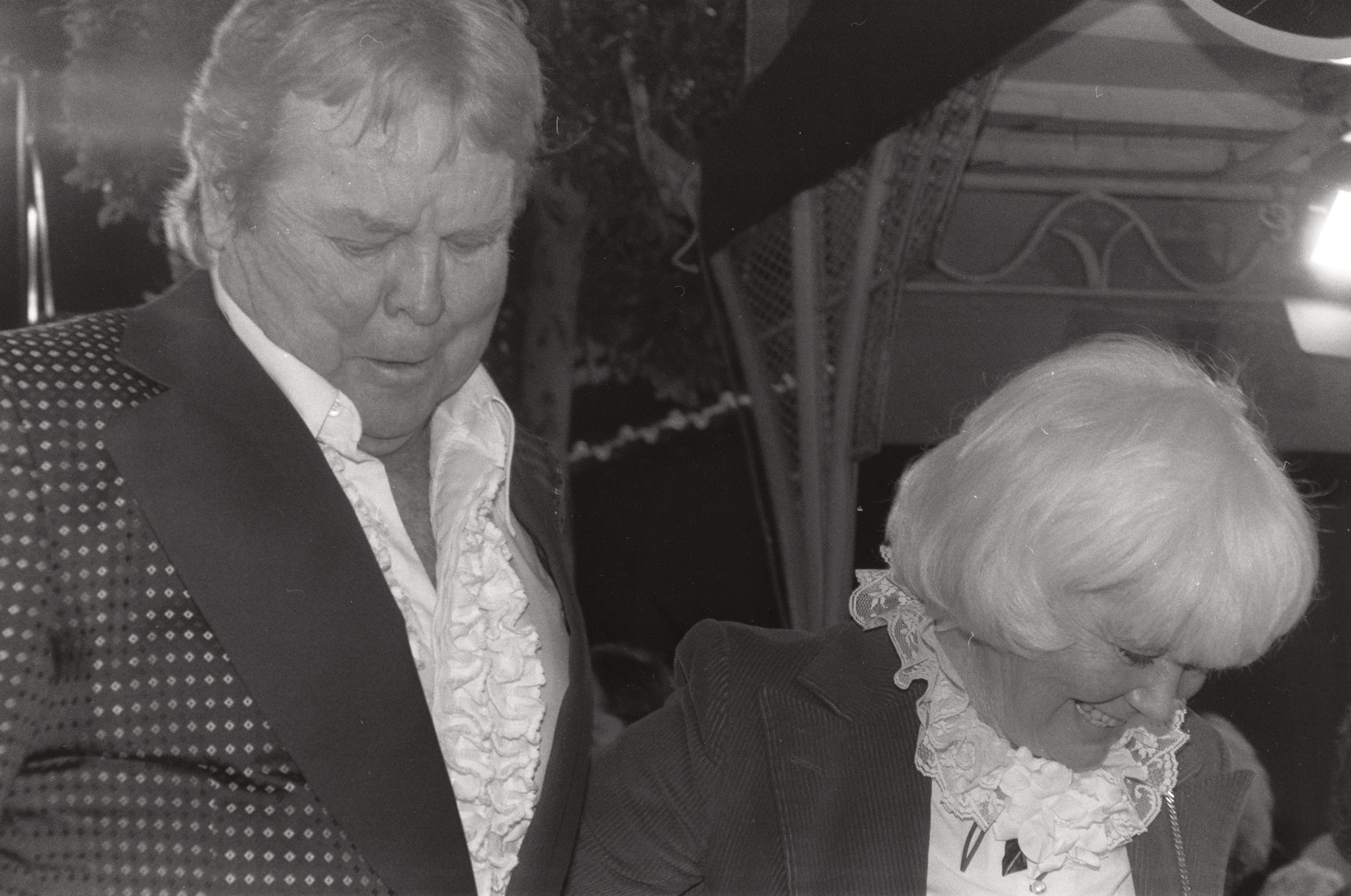
Arthur Lake mit Blondie-Filmpartnerin Penny Singleton (1980)

Arthur Lake (* 17. April 1905 in Corbin, Kentucky; † 9. Januar 1987 in Indian Wells, Kalifornien; eigentlich Arthur Silverlake) war ein US-amerikanischer Filmschauspieler.

## Leben
Arthur Lake wurde 1905 als Arthur Silverlake in Kentucky geboren. Sein Vater Arthur und sein Onkel waren Akrobaten beim Zirkus und gingen als „The Flying Silverlakes“ in den Vereinigten Staaten auf Tournee. Ab seinem dritten Lebensjahr trat Lake mit seinen Eltern und seiner Schwester Florence (die später in zahllosen Kurzfilmen als die einfältige, ständig kichernde Ehefrau des geplagten Edgar Kennedy bekannt wurde) in Vaudeville-Theatern im Süden und Südwesten der Vereinigten Staaten auf. Seine Mutter Edith (geb. Goodwin), eine Schauspielerin, brachte ihn und Florence schließlich nach Hollywood, wo Lake mit zwölf Jahren in Jack and the Beanstalk (1917) seine erste Rolle beim Film erhielt. Es folgten zahlreiche Rollen in Stummfilmen, bei denen es sich häufig um Western handelte.
Mitte der 1920er Jahre unterschrieb Lake einen Vertrag bei Universal Pictures, wo man seinen eigentlichen Nachnamen zu Lake verkürzte, da Studiochef Carl Laemmle fand, dass Silverlake zu jüdisch klang. Ende der Dekade wechselte Lake zu RKO Pictures. Bekannt wurde er jedoch erst 1938 durch die Darstellung des Dagwood Bumstead in der Blondie-Filmreihe von Columbia Pictures, die auf Chic Youngs beliebtem Blondie-Comicstrip basiert. Mit der Schauspielerin Penny Singleton, die die Titelrolle übernahm, war er von 1938 bis 1950 in 28 Folgen der Filmreihe zu sehen. Ab 1939 gab es auch eine gleichnamige Hörspielreihe, für die Lake und Singleton ihre Rollen auch im Radio spielten.
In den 1950er Jahren kam Lake in einer kurzlebigen Blondie-Fernsehserie ein weiteres Mal als Dagwood Bumstead zum Einsatz. Die Serie erwies sich jedoch als Flop, zumal nicht Penny Singleton, sondern Pamela Britton die Rolle der Blondie spielte. In den 1960er und 1970er Jahren trat Lake nur noch selten in der Öffentlichkeit auf. Im Gegensatz zum naiven Dagwood war Lake ein kluger Geschäftsmann, der er es verstand, sein beim Film verdientes Geld für seinen Ruhestand gut anzulegen.
Von 1942 bis zu seinem Tod war Lake mit Patricia Van Cleve (1923–1993) verheiratet, mit der er zwei Kinder hatte, Marion (* 1944) und Arthur Jr. Patricia wurde zeit ihres Lebens als Nichte der Schauspielerin Marion Davies vorgestellt. Erst nach ihrem Tod enthüllte Patricias Traueranzeige, dass sie die Tochter von Davies und deren langjährigem Geliebten, dem mächtigen Zeitungsverleger William Randolph Hearst, war.
Arthur Lake starb 1987 im Alter von 81 Jahren in Indian Wells, Kalifornien, an einem Herzinfarkt. Er wurde auf dem Hollywood Forever Cemetery im Mausoleum von Marion Davies beigesetzt. Für seine Verdienste um das Radio erhielt er einen Stern auf dem Hollywood Walk of Fame (6646 Hollywood Boulevard).

## Filmografie (Auswahl)
- 1917: Jack and the Beanstalk
- 1925: Sir Mortons Leidenschaft (Sporting Life)
- 1928: Zeit des Flieders (Lilac Time)
- 1930: She’s My Weakness
- 1931: Indiscreet
- 1934: Girl O’ My Dreams
- 1934: The Silver Streak
- 1935: Women Must Dress
- 1936: I Cover Chinatown
- 1937: 23 1/2 Hours Leave
- 1937: Topper – Das blonde Gespenst (Topper)
- 1937: Annapolis Salute
- 1937: Exiled to Shanghai
- 1938: Everybody’s Doing It
- 1938: Double Danger
- 1938: Millionärin auf Abwegen (There Goes My Heart)
- 1938: Blondie
- 1939: Blondie Meets the Boss
- 1939: Blondie Takes a Vacation
- 1939: Blondie Brings Up Baby
- 1940: Blondie on a Budget
- 1940: Blondie Has Servant Trouble
- 1940: Blondie Plays Cupid
- 1941: Blondie Goes Latin
- 1941: Blondie in Society
- 1942: Blondie Goes to College
- 1942: Blondie’s Blessed Event
- 1942: Blondie for Victory
- 1943: It’s a Great Life
- 1943: Footlight Glamour
- 1944: The Ghost That Walks Alone
- 1944: Sailor’s Holiday
- 1944: Three Is a Family
- 1945: The Big Show-Off
- 1945: Leave It to Blondie
- 1945: Life With Blondie
- 1946: Blondie’s Lucky Day
- 1946: Blondie Knows Best
- 1947: Blondie’s Big Moment
- 1947: Blondie’s Holiday
- 1947: Blondie in the Dough
- 1947: Blondie’s Anniversary
- 1948: Blondie’s Reward
- 1948: 16 Fathoms Deep
- 1948: Blondie’s Secret
- 1949: Blondie’s Big Deal
- 1949: Blondie Hits the Jackpot
- 1950: Blondie’s Hero
- 1950: Beware of Blondie
- 1952: Gang Busters (TV-Serie, eine Folge)
- 1957: Blondie (TV-Serie, 26 Folgen)